# باد سكوت
باد سكوت (بالإنجليزية: Bud Scott)‏ هو عازف جاز أمريكي، ولد في 11 يناير 1890 في نيو أورلينز في الولايات المتحدة، وتوفي في 2 يوليو 1949 في لوس أنجلوس في الولايات المتحدة.

## وصلات خارجية
- باد سكوت على موقع ميوزك برينز (الإنجليزية)
- باد سكوت على موقع أول ميوزيك (الإنجليزية)
- باد سكوت على موقع ديسكوغز (الإنجليزية)